# De caelo et ejus mirabilibus et de inferno, ex auditis et visis

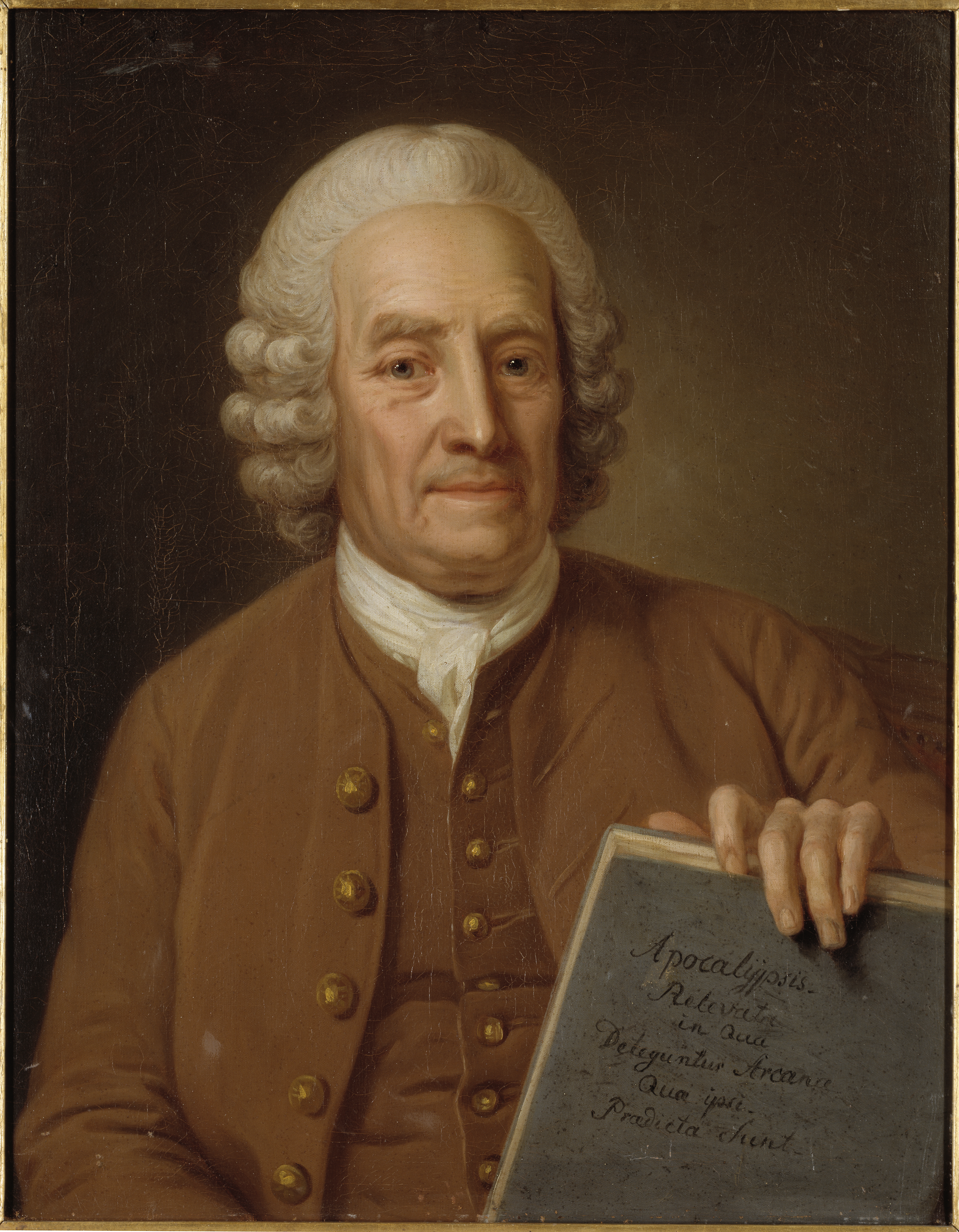
Emanuel Swedenborg.

De caelo et ejus mirabilibus et de inferno, ex auditis et visis (en español: Sobre el cielo y sus maravillas y sobre el infierno, de lo escuchado y visto), conocido comúnmente como Del cielo y del infierno, es una obra del científico y filósofo sueco Emanuel Swedenborg. La obra intenta dar una descripción detallada de la vida después de la muerte, de cómo viven las personas tras la muerte corpórea; dicho tema es el atractivo principal de este libro.

## Influencias en Joseph Smith y en la teología mormona
El historiador Dennis Michael Quinn sugiere en su libro Early Mormonism and the Magic World View (en español: 'El mormonismo primitivo y la visión mágica del mundo') que la obra Del cielo y del infierno de Swedenborg pudo haber influenciado a Joseph Smith en la creación del punto de vista sobre la vida después de la muerte de los Santos de los Últimos Días detallado en la obra Doctrina y convenios, en su sección 76.
Sin embargo, muchas de las similitudes tienen su origen en el lenguaje bíblico y al interpretar los textos bíblicos. Por ejemplo, la visión general de tres Cielos en la resurrección pareciese tener su origen en los escritos atribuidos al apóstol Pablo encontrados en el Nuevo Testamento:

Y hay cuerpos celestiales, y cuerpos terrenales; pero una es la gloria de los celestiales, y otra la de los terrenales. Una es la gloria del sol, otra la gloria de la luna, y otra la gloria de las estrellas, pues una estrella es diferente de otra en gloria. Así también es la resurrección de los muertos. Se siembra en corrupción, resucitará en incorrupción.
1 Corintios 15:40–42 (Versión Reina-Valera)

Alegóricamente, Swedenborg comparó tanto la naturaleza de cada uno de esos cielos como la iluminación en el firmamento de cada cielo con el sol, la luna y las estrellas. Él declaró que el sol del Cielo celestial y la luna del reino espiritual es el Señor. En la visión del mormonismo de 1 Cor 15: 40–42, los cuerpos resucitados de aquellos en tres grados de gloria (cielos celestes, terrestres y celestiales) se comparan con el Sol, la Luna y las estrellas.
Otras personas que reconocen paralelismos, incluido el historiador mormón Richard Bushman, proponen que las similitudes entre las revelaciones de Smith y Swedenborg se deben a la influencia de los escritos del apóstol Pablo en ambos.
Corintios no está incluido en la lista de libros que -según Swedenborg- constituyen el canon bíblico divinamente inspirado enumerado en Arcana Coelestia 10 325, en White Horse 16, y New Jerusalem and its Heavenly Doctrine 266. Desde la perspectiva de Swedenborg, las enseñanzas de Corintios no tiene autoridad ni peso, y por ende no habría sido influenciado por ellas.